# Gallipoli (stad)
Gallipoli (Turks: Gelibolu; Grieks: Καλλίπολις, Kallipolis, "prachtige stad") is een stadje op het gelijknamige Turkse schiereiland. Het is de eerste Europese stad die door de Turken veroverd werd en is verder bekend vanwege de mislukte landing (Slag om Gallipoli) in 1915 van de Engelsen, Australiërs en Nieuw-Zeelanders in de Eerste Wereldoorlog.

## Geschiedenis
De stad werd in de 4e eeuw als het oude Kallipolis een belangrijk steunpunt aan de handels- en later kruisriddersroute van Europa naar Azië. Het was de eerste Europese stad die de Turken bij hun landing in 1356 in handen viel, waarmee de Ottomanen voor het eerst een vaste voet kregen in Europa.
Tijdens de Krimoorlog, was de stad van 1854 tot 1855 bezet door de Fransen. In oktober 1915 werd de stad door Britse en Franse oorlogsschepen, bij een poging om door de Dardanellen heen te breken, beschoten.

## Verkeer en vervoer
De Europese weg 87 (hier de nationale weg D550) loopt door de stad. Daarnaast heeft de stad een veerverbinding met Lapseki.

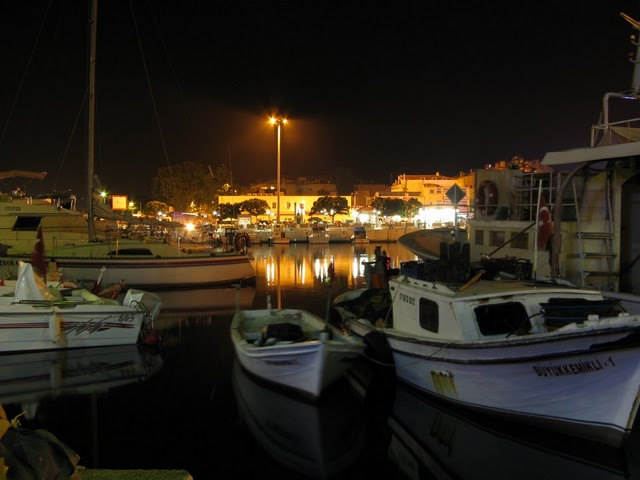
Haven van Gallipoli

- Bibliothèque nationale de France: cb11974049m (data)
- Gemeinsame Normdatei: 4092779-9
- Nationale Bibliotheek van Tsjechië: ge273423
- Virtual International Authority File: 152448051